# Acalyptris ecuadoriana
Acalyptris ecuadoriana là một loài bướm đêm thuộc họ Nepticulidae. Nó được tìm thấy ở rừng mưa nhiệt đới Amazon dưới chân núi ở Ecuador.
Sải cánh dài 5.4-5.5 mm đối với con đực. Con trưởng thành bay vào tháng 1.